# Université des femmes
L'Université des femmes est une association féministe reconnue d'éducation permanente basée à Bruxelles. L'asbl a été constituée le 4 novembre 1982.

## Histoire
Les années 1970 sont celles d'une effervescence féministe en Belgique et d'expérimentations collectives pour permettre aux droits des femmes d'avancer. Alors que la période est celle d'une émulation, émerge du côté francophone de la Belgique, le Groupe de Recherche et d'information Féministe (GRIF), initié par Françoise Collin autour de laquelle vont se réunir une vingtaine de femmes, toutes désireuses d'analyser et réfléchir aux impacts de la société patriarcale sur les femmes. Le GRIF va alors publier, pour la première fois en 1973, le premier numéro de sa revue les Cahiers du GRIF, qui s'intitule « Le féminisme pour quoi faire? ». Le 19 décembre 1974 sont déposés les statuts du Groupe de Recherche et d'Information Féministe (GRIF) dont les objectifs sont de contribuer à « l'étude de la condition de la femme et sa place dans le monde contemporain ». Les publications vont s'enchaîner jusqu'en 1978 où un dernier dossier est publié et s'interroge sur « Où en sont les féministes ? ». Après des années à échanger, de nouvelles envies se sont fait jour au sein du groupe initial du GRIF et ses membres souhaitent pouvoir diffuser les idées féministes sous de nouveaux formats, notamment à travers des ateliers, des journées d'études et des colloques.
Comme l'explique Marie-Thérèse Coenen, suivent trois ans (de 1979 à 1982) où le groupe évolue et prend le nom de GRIF/Université des Femmes. En 1979 justement, ses membres expliquent leur projet à l'occasion de l'annonce d'un colloque international dédié à la parentalité (« Enfants des femmes ou enfants de l’homme ? »). Pour répondre à de nouveaux besoins, le groupe se dote de la première bibliothèque féministe de Belgique (voir ci-après).
En 1982, à la suite de différends tant sur les problèmes financiers (tout le travail du GRIF/UF consiste en du bénévolat et l'action de militantes volontaires et il n'y a pas encore de subsides pour assurer les revenus de la structure) que sur la meilleure façon de perpétuer le projet féministe initial. Le 5 avril 1982 marque la naissance de deux entités maintenant distinctes : les Ateliers du GRIF (qui reprendront le nom des Cahiers du GRIF par la suite), qui continuent de se regrouper autour de Françoise Collin et de sa première présidente Marie-Thérèse Cuvelliez, et l'Université des Femmes, dont la première présidente sera Hedwige Peemans-Poullet. Deux visions féministes complémentaires mais maintenant distinctes : d'un côté une préférence pour l'approche culturelle et une volonté d'approfondir l'édition pour les héritières du GRIF, et de l'autre une volonté d'axer une pratique de terrain liée à l'éducation permanente et d'analyser les rapports sociaux et ses dominations croisés sous une approche socio-économique.
En 1996, à l'ouverture du centre Amazone à Saint-Josse, l'Université des Femmes quitte la place Quetelet et s'y installe, de même que la bibliothèque Léonie La Fontaine. Au sein de l'Université des Femmes se mêlent autour d'Hedwige Peemans-Poullet, Françoise Hecq, Geneviève Simon, Nadine Plateau, Fanny Filosof, Edith Rubinstein et bien d'autres.

### La bibliothèque Léonie La Fontaine
Dès ses premières années, l'Université des Femmes a à cœur de développer une bibliothèque féministe qui puisse être accessible à tous et servir de ressources scientifiques. Aujourd'hui, la bibliothèque est toujours ouverte au public et bénéficie de 20 000 références et d'une centaine de périodiques. Les fonds documentaires couvrent de nombreux domaines scientifiques, tels que la sociologie, l'histoire des femmes et des féminismes, l'art, la culture, etc.
Le choix du nom de la bibliothèque s'est porté sur celui de Léonie La Fontaine, militante féministe belge. Elle faisait partie de la Ligue internationale des Femmes pour la Paix et la Liberté et a contribué à la création, en 1909, de l’Office central de la documentation féminine au sein du Mundaneum, lieu dit « ancêtre de l’internet ».
L'Université des Femmes publie également sa revue, depuis 1982, qui s'intitule Chronique féministe.

## Objectifs et activités
L'association a pour objet d'après ses statuts de contribuer à « l'analyse dans une perspective féministe et scientifique de tous les aspects de la condition des femmes ; la diffusion des connaissances acquises par voie de conférences, de séminaires, colloques, publications, etc. ; la gestion d'un centre de documentation liée à ces activités et en général à toute activité poursuivant les mêmes objectifs ».
Aujourd'hui, les activités poursuivies par l'Université des Femmes sont : 
- Proposer un cycle de formation au sein du « Séminaire International d’Études Féministes » (SIEF), cycle annuel ;
- Proposer des rencontres et des échanges avec des autrices lors des soirées « Un livre, une autrice » ;
- Proposer des ateliers, journées d'études, colloques etc ;
- Proposer des conférences-débats ;
- Écrire et coordonner la revue Chronique féministe ;
- Alimenter la bibliothèque Léonie La Fontaine ;
- Remettre un prix aux jeunes chercheurs qui se spécialisent sur les questions relatives au genre (prix de l'UF)

L'association est présente sur le territoire de la Fédération Wallonie Bruxelles.
L'Université des Femmes prend régulièrement position sur les sujets d'actualités liés aux droits des femmes à travers des interventions médiatiques, des cartes blanches,, etc. Parmi les sujets abordés ces dernières années, la question carcérale et l'emprisonnement des femmes a fait l'objet d'attention de l'Université des Femmes par exemple.
Récemment, le Tribunal International des Crimes contre les Femmes a été mis à l'honneur par l'Université des Femmes. En effet, Anne Tonglet, importante militante féministe belge, et bénévole au sein de l'association, avait proposé de mettre en valeur cet événement important de l'histoire internationale féministe. En mars 2023, une exposition inédite et la première en Europe a été inaugurée. Plusieurs militantes présentes au Tribunal de 1976 ont partagé leur vécu et expérience et contribuer à transmettre la mémoire de l'évènement.